# Nikolaus Kramer

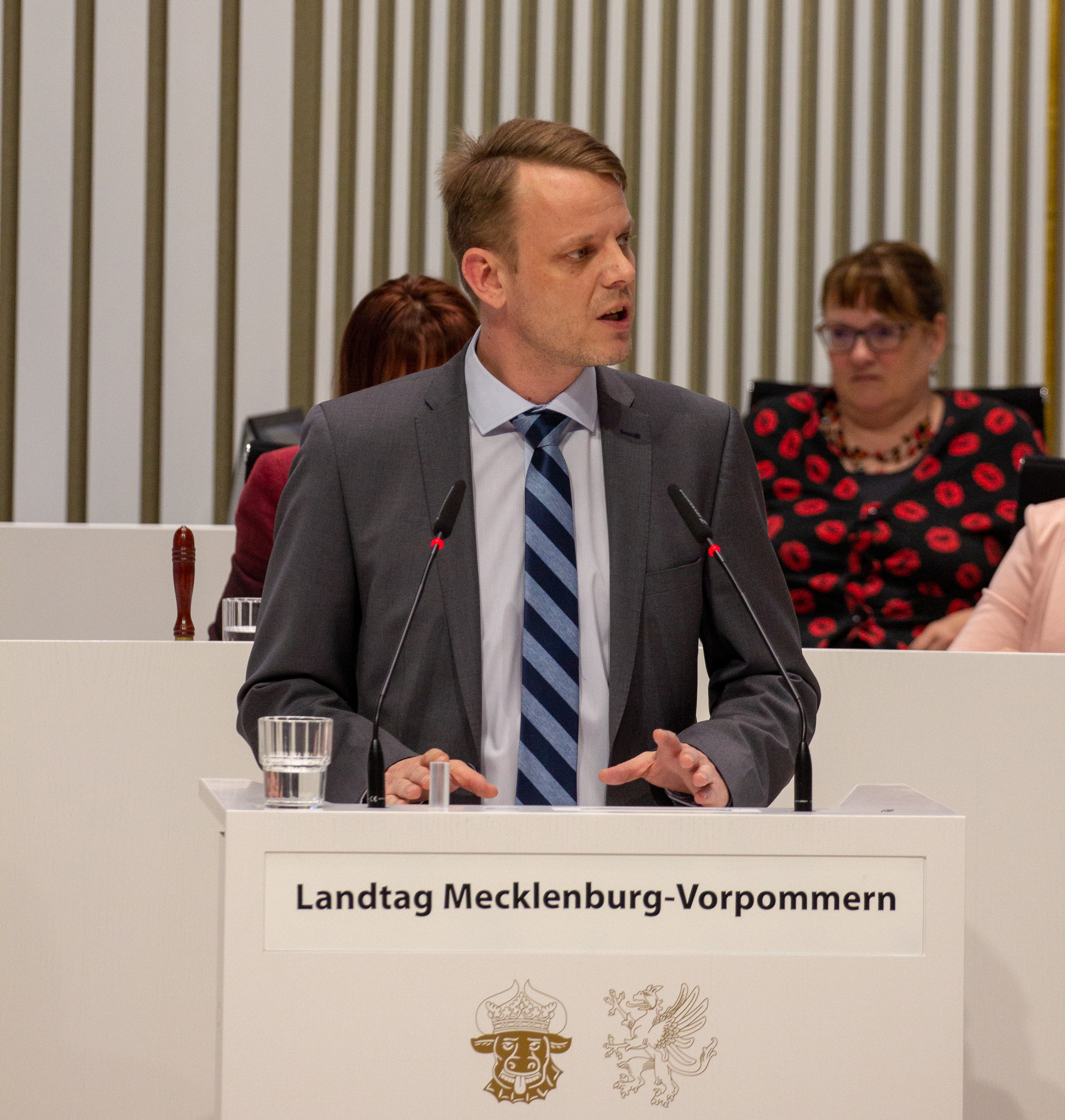
Kramer im Plenum des Landtages, 2019

Nikolaus Kramer (* 6. Dezember 1976 in Greifswald) ist ein deutscher Politiker (AfD). Seit 2016 ist er Abgeordneter des Landtags von Mecklenburg-Vorpommern. Seit Oktober 2017 ist er Fraktionsvorsitzender seiner Partei und somit Oppositionsführer im Landtag. Bekannt wurde er unter anderem durch rassistische und frauenfeindliche Äußerungen.

## Leben
Nikolaus Kramer ist nach eigenen Angaben Sohn einer litauischen Mutter.
Er war bis 2000 Soldat auf Zeit bei der Bundeswehr und absolvierte während seiner vierjährigen Dienstzeit eine Ausbildung zum Bürokaufmann. Er trat im August 2000 in den Polizeidienst des Landes Mecklenburg-Vorpommern ein und erhielt dort zuletzt die Beförderung zum Polizeioberkommissar. Parallel zum Polizeidienst schloss er 2007 eine Fortbildung im Bereich der Verwaltungswissenschaften ab.
Kramer ist Mitglied der Berliner Burschenschaft Gothia und der Burschenschaft Markomannia Aachen Greifswald. Beide gehören dem Dachverband Deutsche Burschenschaft an, letztere ist zudem Mitglied in der Burschenschaftlichen Gemeinschaft. Er war Sprecher des Dachverbandes Allgemeiner Pennäler Ring (APR). Im Dezember 2024 fand in Kramers Abgeordnetenbüro Daniel Fiß, ehemaliger Vorsitzender der rechtsextremen Identitären Bewegung, eine Anstellung als dessen persönlicher Referent. Fiß wurde vom Verfassungsschutz beobachtet und dort „als völkischer Nationalist beschrieben, der Einwanderern die Menschenwürde abspricht“.
Kramer lebt in Greifswald, ist konfessionslos, geschieden und hat einen Sohn.

## Politischer Werdegang
Bei der Landtagswahl im September 2016 trat Kramer als Direktkandidat der AfD Mecklenburg-Vorpommern im Wahlkreis 1 (Greifswald) an; auf ihn entfielen 19,9 % der Erststimmen. Er wurde über die Landesliste der AfD in den Landtag von Mecklenburg-Vorpommern gewählt.
Am 10. Oktober 2017 wurde Kramer von der AfD-Landtagsfraktion Mecklenburg-Vorpommern zum neuen Fraktionsvorsitzenden gewählt. Er löste Leif-Erik Holm ab, der für die AfD in den Bundestag einzog.  Kramer war von 2014 bis 2019 fraktionsloses Mitglied der Greifswalder Bürgerschaft. Im Rahmen der Kommunalwahlen 2019 und 2024 wurde er erneut zum Mitglied der Greifswalder Bürgerschaft gewählt und ist zeitgleich auch Fraktionsvorsitzender der AfD in der Bürgerschaft. Bei der Wahl zur Bürgerschaft 2024 konnte er mit Abstand die meisten Stimmen in Greifswald erzielen. Im Zuge dieser Wahl gab es vermehrt Einsprüche gegen seine Wahl, die behaupteten, dass Kramer nicht mehr in Greifswald wohnen würde, diese wurden auf Empfehlung des Gemeindewahlleiters jedoch von der Bürgerschaft zurückgewiesen.
Seit November 2016 ist Kramer Mitglied des Landesvorstandes der AfD Mecklenburg-Vorpommern. Am 24. September 2019 wurde er erneut zum Fraktionsvorsitzenden der AfD-Fraktion im Landtag von Mecklenburg-Vorpommern gewählt.
Bei einer Landeswahlversammlung im Mai 2021 setzte sich Kramer mit 133 Stimmen in seiner Kandidatur für den Listenplatz 1 der AfD Mecklenburg-Vorpommern zur Landtagswahl in Mecklenburg-Vorpommern 2021 gegen Ralph Weber, der 101 Stimmen erhielt, durch. Bereits im Dezember 2020 hatte seine Partei ihn für den Landtagswahlkreis Vorpommern-Greifswald IV als Direktkandidaten aufgestellt.

## Positionen

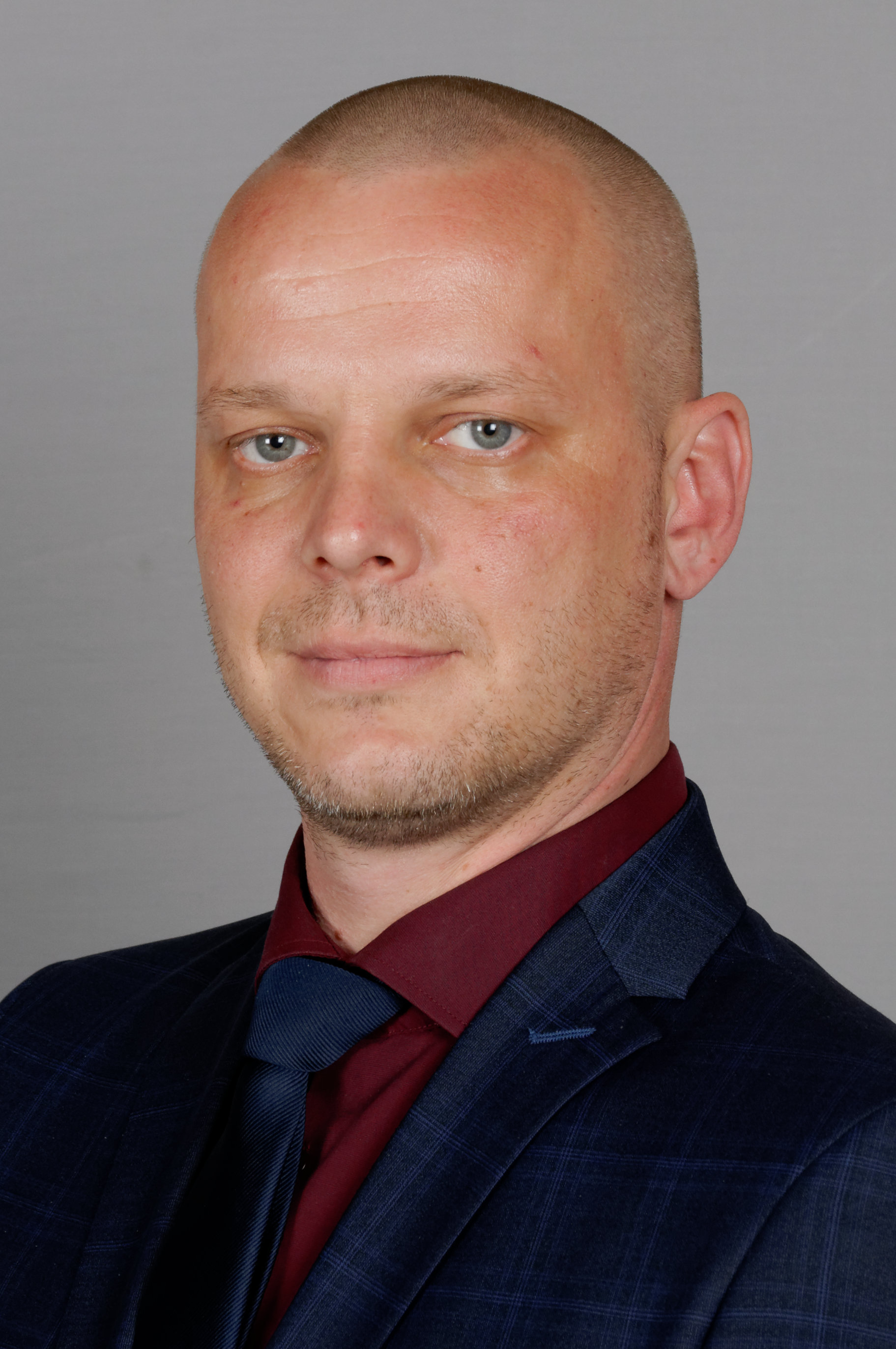
Nikolaus Kramer (2017)

Nach einem Bericht der Zeit vom September 2016 unterhielt Kramer ein zweites, nicht auf seinen Klarnamen laufendes Facebookprofil, auf dem er Seiten von rechtslastigen schlagenden Burschenschaften teilte und Aktionen der Identitären Bewegung befürwortete. Er postete verklärende Bilder von Soldaten der Wehrmacht und war Mitglied in einer geschlossenen Facebook-Gruppe, die sich nach dem ehemaligen SA-Führer Ernst Röhm benannt hat.
Als im Spätsommer 2017 der Generalbundesanwalt gegen mehrere Mitglieder der Prepper-Szene in Mecklenburg-Vorpommern Ermittlungen aufnahm, die sich in Chats darüber ausgelassen haben sollen, dass ein Krisenfall auch eine Chance zur Machtübernahme mit anschließender Internierung bzw. Ermordung linker Politiker sein könne, die Polizei bei Hausdurchsuchungen Adressen von Politikern der Linken, der FDP, der Grünen, sowie von Flüchtlingsverbänden, Arbeiterwohlfahrt und Gewerkschaften fand und daraufhin begann, ein detailliertes Bild der Szene zu erstellen, warnte Kramer davor, deren Mitglieder als mögliche Rechtsterroristen oder als Gefährder der staatlichen Ordnung zu sehen.
In einem Interview mit dem NDR 1 Radio MV erklärte Kramer: „Männer sind mehr für die Politik gemacht“. In seinen Augen hätten Männer eher den Drang, mitzubestimmen und mitzuspielen, was für die „Otto-Normal-Frau“ eher uninteressant sei.  Für Sozialministerin Stefanie Drese offenbare Kramer mit seinen Äußerungen das erschreckend rückständige Frauenbild der AfD.
Am 12. Juli 2017 teilte Kramer in einem internen AfD-Chat ein historisches Foto der Leibstandarte SS Adolf Hitler mit der Aufschrift „Ein schwarzer Block ist nicht grundsätzlich scheiße“. Kramer erklärte auf Nachfrage, er habe die SS nicht positiv darstellen wollen.
Während einer Landtagsdebatte im Oktober 2018 äußerte sich Kramer wiederholt rassistisch. Der daraufhin für die mehrfache Benutzung des Wortes „Neger“ von Landtagsvizepräsidentin Mignon Schwenke (Die Linke) erteilte Ordnungsruf verstieß laut Landesverfassungsgericht Mecklenburg-Vorpommern gegen die Landesverfassung, da damit Kramers Rederecht verletzt worden sei (Urteil vom 19. Dezember 2019, Az.: LVerfG 1/19).
In einer Debatte im Landtag im Mai 2020 zur Änderung des Rundfunkstaatsvertrags bezeichnete er die Berichterstattung deutscher öffentlich-rechtlicher Sender als „einseitig“ und „verzerrend“; eine in einer Sendung des KiKA getätigte Aussage, laut der die AfD den Menschen Angst vor Flüchtlingen mache, nannte er Unterstellung und „Propaganda für die regierenden Parteien. Goebbels hätte es nicht besser machen können“.
Im November 2024 sorgte Kramer im Landtag Mecklenburg-Vorpommern mit der Unterstellung, der SPD-Fraktionsvorsitzende Julian Barlen würde die Mitglieder der AfD-Fraktion in ein „Internierungslager stecken“ wollen, wenn er „die Macht hätte“, für einen Eklat.